# Rinkole
Rinkole (nemško Rinkolach) je naselje v Občini Pliberk v Okraju Velikovec na Koroškem v Avstriji.